# Antoni Wieniarski
Antoni Wieniarski (ps. Grzegorz Kostrzewa; ur. 20 stycznia 1823 Wierzchowinie, zm. 30 maja 1870 w Warszawie) – polski powieściopisarz i literat warszawski. Uznawany za jednego z najlepszych znawców życia Warszawy tamtego okresu. W jego twórczości znajduje się wiele opisów ówczesnej epoki.

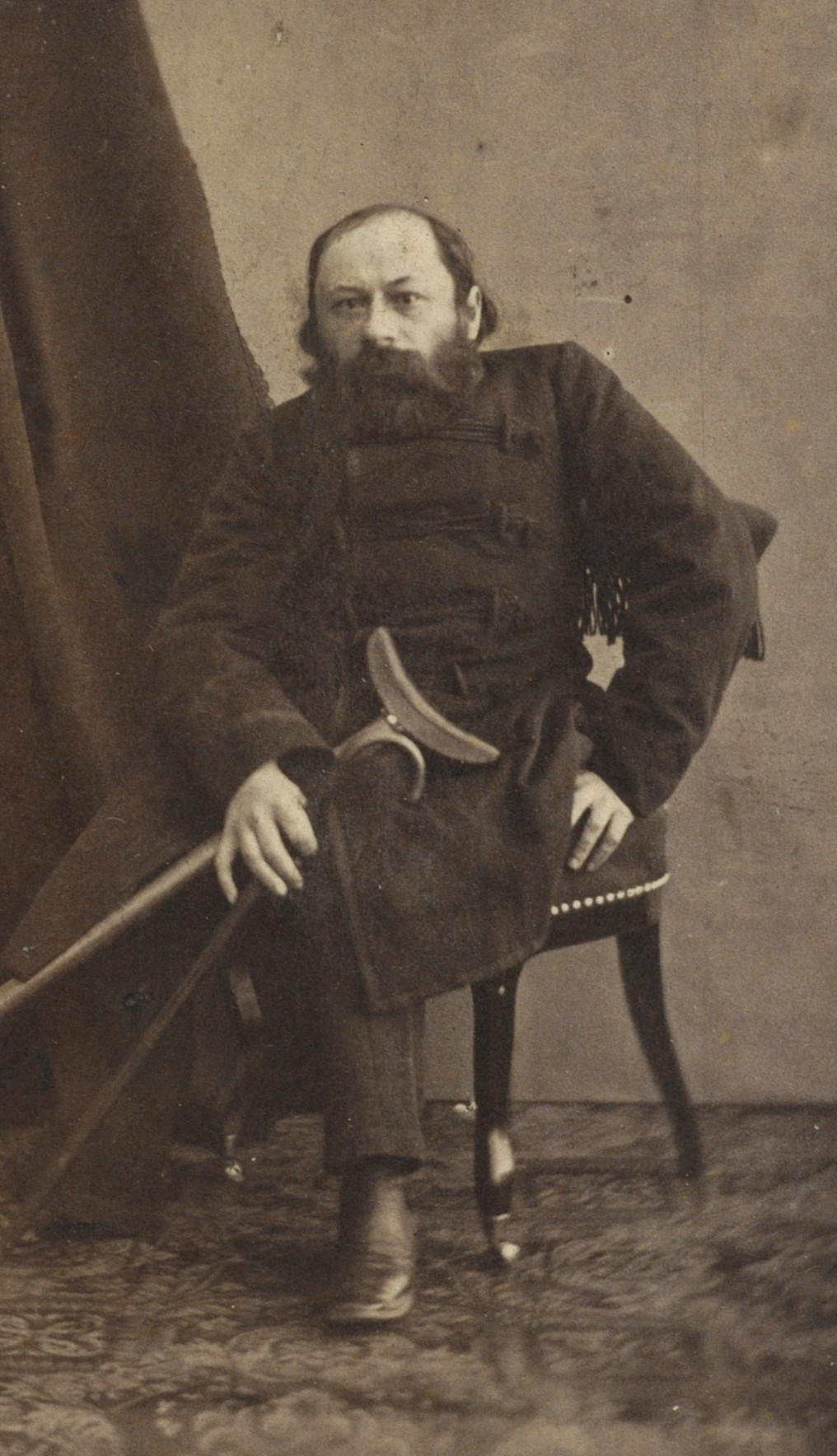
Antoni Wieniarski

## Życiorys
Od dziecka cierpiał na "ułomność ciała" i cechował się słabym zdrowiem. Początkowo pisał opowiadania do Gazety Codziennej. W 1848 roku otrzymał pracę w charakterze urzędnika w kancelarii Zamoyskich i od tamtej pory mieszkał w Warszawie. Publikował artykuły w gazetach, często używając pseudonimu. Pisał także utwory dramatyczne, które wystawiane były w warszawskich teatrach, a także publikowane.

## Twórczość
- Wysokie w XVII wieku czyli Aryjanie w Polsce (Warszawa 1851)
- Powieści Historyczne (Warszawa 1852)[4][5]
- Obrazki Lubelskie (Warszawa 1854)[6]
- Pogadanki. Szkice teraźniejszości i przeszłości (Warszawa 1854)[7]
- Nasze strony i nasi ludzie, zbiór powieści historycznych, obrazków tegoczesnych, wspomnień i życiorysów (Warszawa 1855)[8][9][10]
- Ulicznik Warszawski (Warszawa 1856)
- Nad Wisłą (Warszawa 1857)[11]
- Warszawiacy i Hreczkosieje (Warszawa 1857)[12]
- Szwaczka Warszawska (Warszawa 1857)
- Warszawa i Warszawianie, Szkice towarzyskie i obyczajowe (Warszawa 1857)[13][14]
- Powieści z podań i z dziejów polskich (Warszawa 1860)[15][16]